# Adelgunde de Bavaria
Adelgunde de Bavaria (germană Adelgunde Marie Auguste Therese Prinzessin von Bayern) (17 octombrie 1870, München, Regatul Bavariei – 4 ianuarie 1958, Sigmaringen, Baden-Württemberg, Germania) a fost prințesă de Bavaria prin naștere și prințesă de Hohenzollern prin căsătoria cu Wilhelm, Prinț de Hohenzollern.

## Biografie
Adelgunde a fost al doilea copil din cei treisprezece ai regelui Ludwig al III-lea, ultimul rege al Bavariei, și ai Mariei Theresa de Austria-Este, nepoata lui Francisc al V-lea, Duce de Modena.

### Căsătorie
Adelgunde s-a căsătorit la 20 ianuarie 1915 la München cu Prințul Wilhelm de Hohenzollern, fiul cel mare al Prințului Leopold de Hohenzollern și a Infantei Antónia a Portugaliei. Adelgunde a fost a doua soție a Prințului Wilhelm. Din prima căsătorie cu Prințesa Maria Teresa de Bourbon-Două Sicilii Wilhem avea trei copii. Adelgunde și Wilhelm nu au avut copii.